# Avro Canada CF-103
O Avro Canada CF-103 foi uma proposta canadiana para uma aeronave interceptora, planeada pela Avro Canada no início dos anos 50, sendo um desenvolvimento e possível substituto do CF-100 Canuck. Embora a intenção fosse criar uma aeronave capaz de voar a uma velocidade acima de Mach 1, o CF-103 apenas superou o CF-100 em alguns pequenos pormenores. Não havendo viabilidade nem justificação para o seu desenvolvimento, o CF-103 nunca saiu do papel.